# 316039 Breizh
316039 Breizh è un asteroide della fascia principale. Scoperto nel 2009, presenta un'orbita caratterizzata da un semiasse maggiore pari a 2,202763 UA e da un'eccentricità di 0,096544, inclinata di 6,643692° rispetto all'eclittica.
Breizh è il nome della Bretagna in lingua bretone.